# Federazione di baseball dell'India
La Federazione indiana di baseball (eng. Amateur Baseball Federation of India) è un'organizzazione fondata nel 1983 per governare la pratica del baseball in India.
Organizza il campionato di baseball indiano, e pone sotto la propria egida la nazionale maschile.